# Aeroporto Internacional de Portland (Maine)

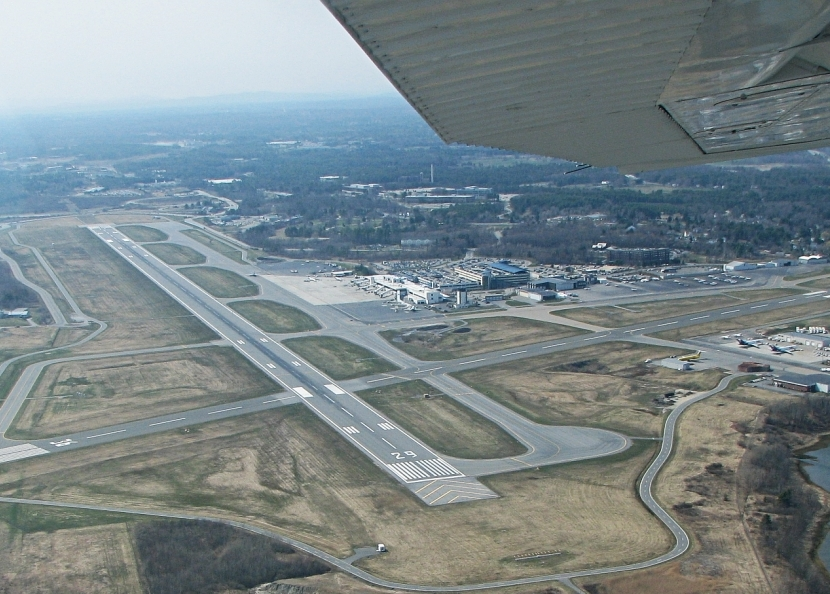
O Aeroporto Internacional de Portland em abril de 2008.

O Aeroporto Internacional de Portland (IATA: PWM; ICAO: KPWM; FAA LID: PWM) é um aeroporto público localizado a duas milhas (3 km) a oeste do centro de Portland, no Condado de Cumberland, Maine. É de propriedade e operado pela cidade de Portland. Uma parte da propriedade do aeroporto, incluindo a pista principal, fica na cidade vizinha de South Portland.
O aeroporto é o mais movimentado do estado. Em 2007, lidou com um recorde de 1,6 milhão de passageiros, um aumento de 17% em relação ao ano anterior e geriu 15,4 milhões de passageiros durante os anos de 2008 a 2016.
Nos últimos anos, o aeroporto foi beneficiado pelas companhias aéreas de baixo custo, como a Southwest Airlines e a JetBlue. Uma pesquisa realizada em junho de 2011 constatou o PWM como o aeroporto mais acessível da região e o terceiro mais acessível na Nova Inglaterra. Em outubro de 2011, terminou uma renovação, que custou US$ 75 milhões, e a expansão de seu terminal para permitir mais serviços de linha aérea e mais serviços para passageiros.